# Ridge Mobulu
Ridge Mickael Mobulu (* 29. Juni 1991 in Aigle) ist ein kongolesischer Fussballspieler.

## Karriere
Ridge Mickael Mobulu ist in der Westschweizer Gemeinde Aigle aufgewachsen und Bürger der Demokratischen Republik Kongo. Er spielte für die Westschweizer Vereine FC Lausanne-Sport, FC Bulle, Stade Nyonnais, Yverdon-Sport FC und FC Le Mont-sur-Lausanne. Während eines halben Jahrs stürmte er auch in der nordamerikanischen Soccer League NASL für die Vancouver Whitecaps. Mit dem FC Le Mont-sur-Lausanne stieg er im Sommer 2014 von der Promotion League in die Challenge League auf. Im Sommer 2014 wechselte er zum FC Luzern in die Super League, wo er einen Vertrag bis Ende Juni 2016 unterschrieb. Er debütierte am 10. August 2014 beim im Heimspiel gegen den Grasshopper Club Zürich in der Schweizer Super League. Der Vertrag mit dem FC Luzern wurde im Juni 2015 aufgelöst und Mobulu wechselte zum FC Aarau in die Challenge League. Beim FC Aarau unterschrieb er einen Vertrag bis Ende Juni 2017. Im Juni 2016 löste Mobulu seinen Vertrag auf eigenen Wunsch mit dem FC Aarau vorzeitig auf und wechselte zurück zum FC Le Mont-sur-Lausanne. Im September 2017 wechselte er zu Stade Nyonnais in die Promotion League. Innerhalb der Liga wechselte Mobulu dann im Januar 2019 erneut zum Yverdon-Sport FC. Von dort ging er nach kurzer Vereinslosigkeit im Oktober 2022 weiter zum Viertligisten FC Naters.

## Sonstiges
Ridge Mickael Mobulu ist der jüngere Bruder des ehemaligen Profifussballspielers Mobulu M’Futi.